# Casa Museo Raggruppamento Divisioni Patrioti Alfredo di Dio

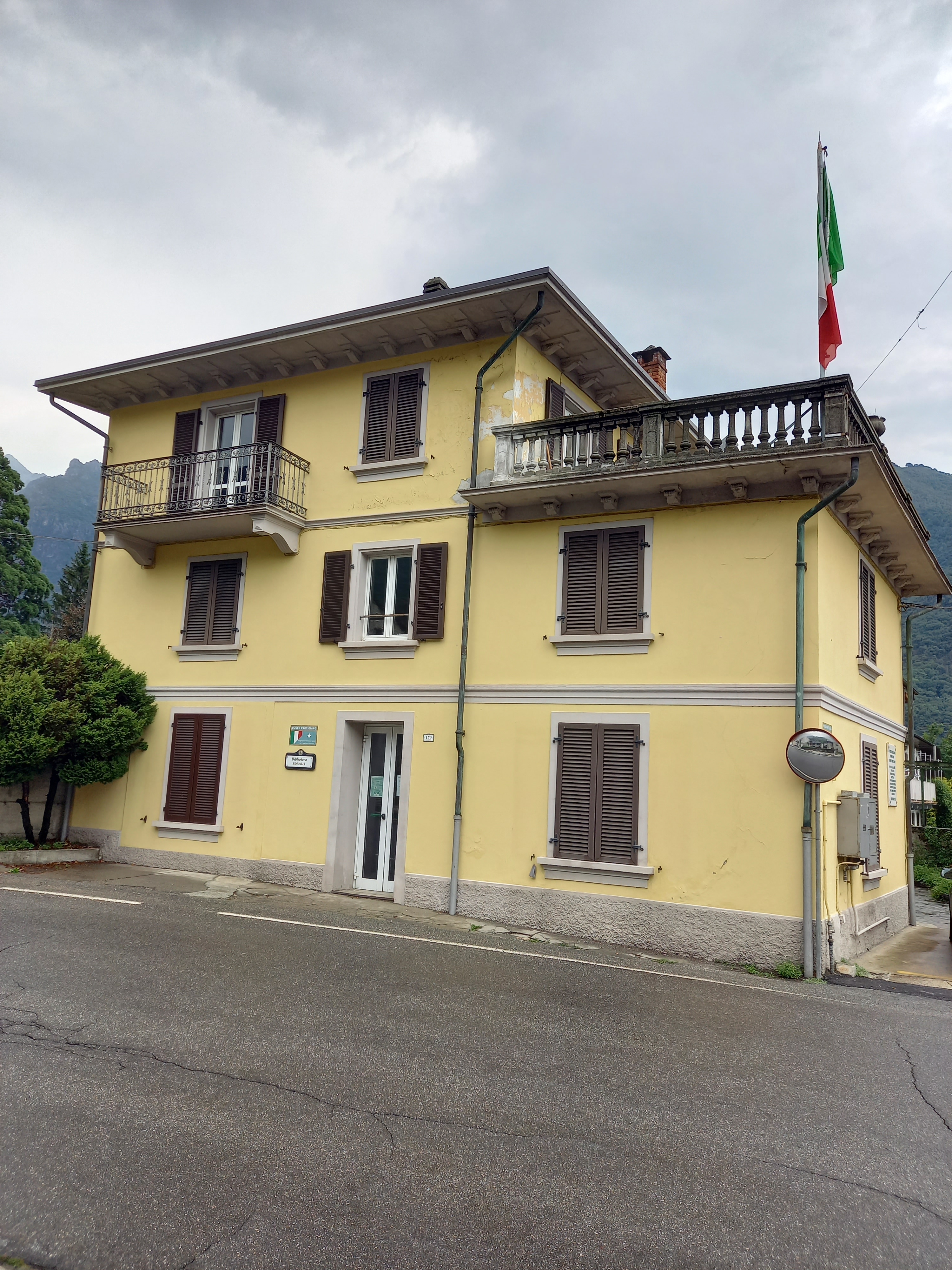
Museo della Resistenza Alfredo di Dio, Facciata

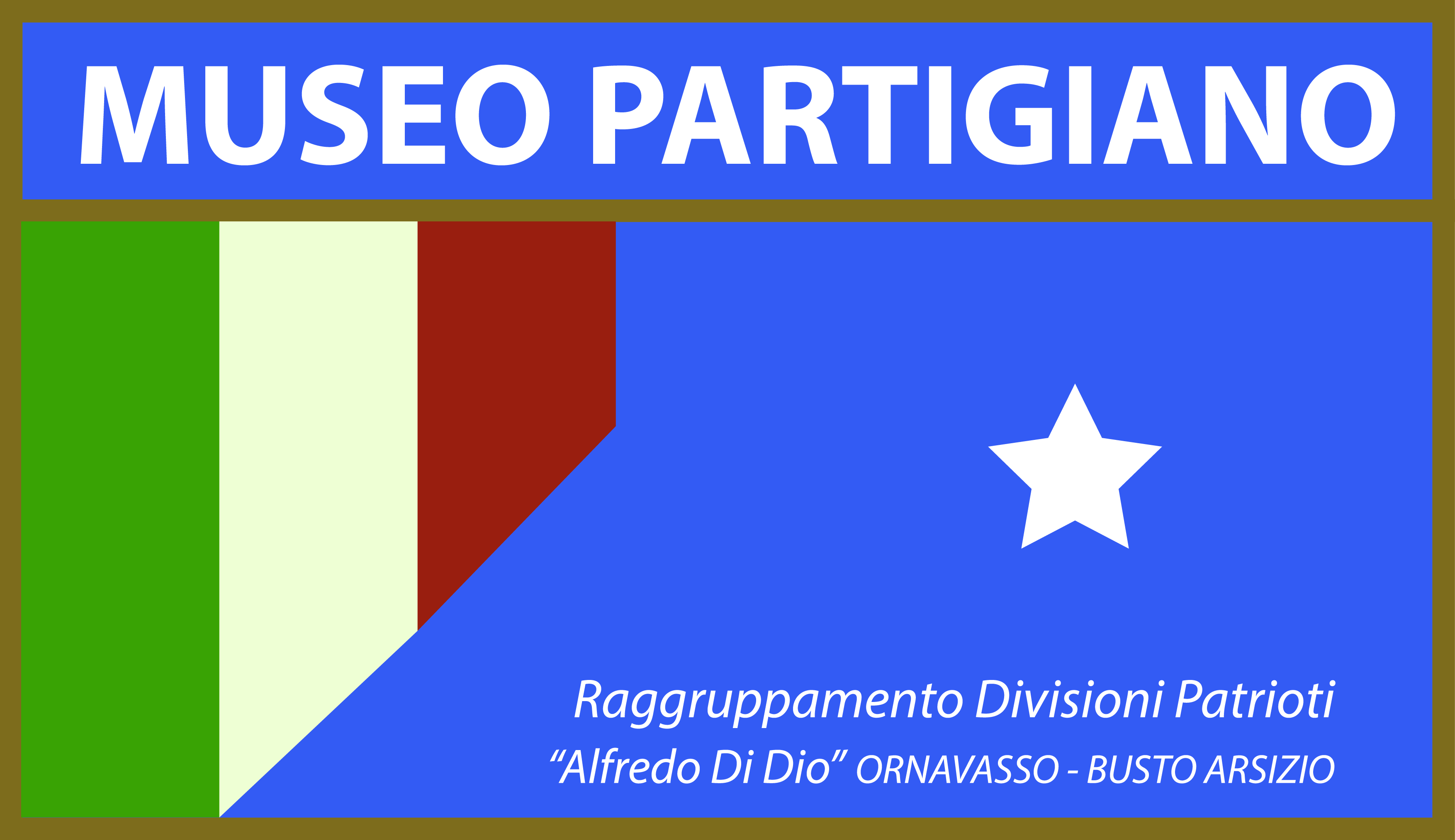
Logo del Museo della Resistenza Alfredo di Dio

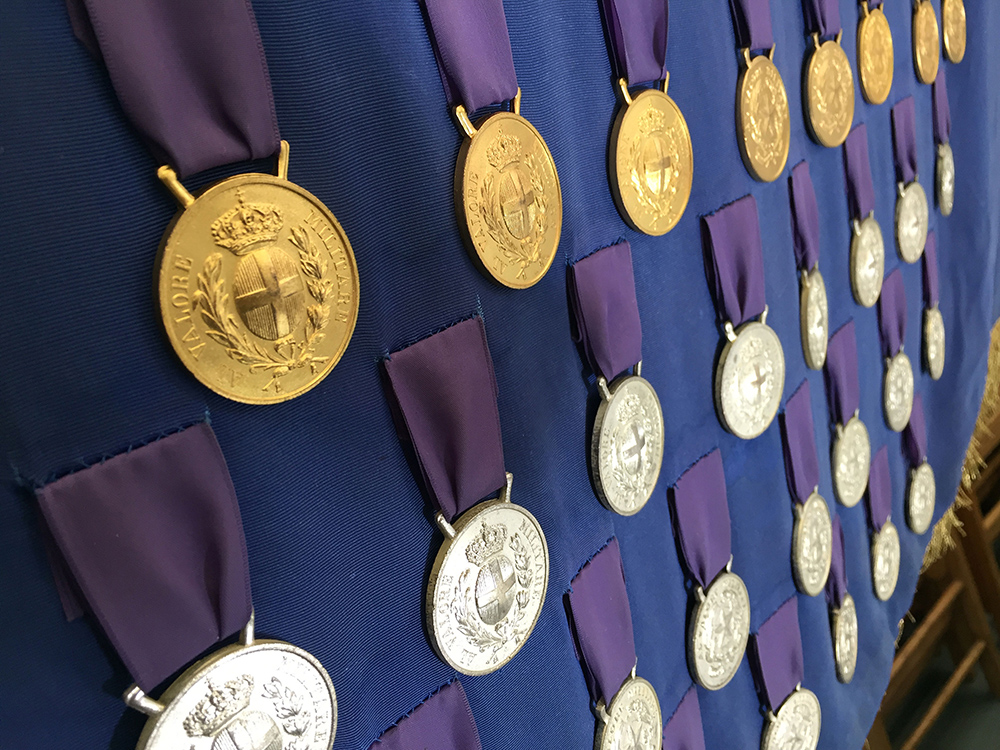
Museo della Resistenza Alfredo di Dio, Medagliere

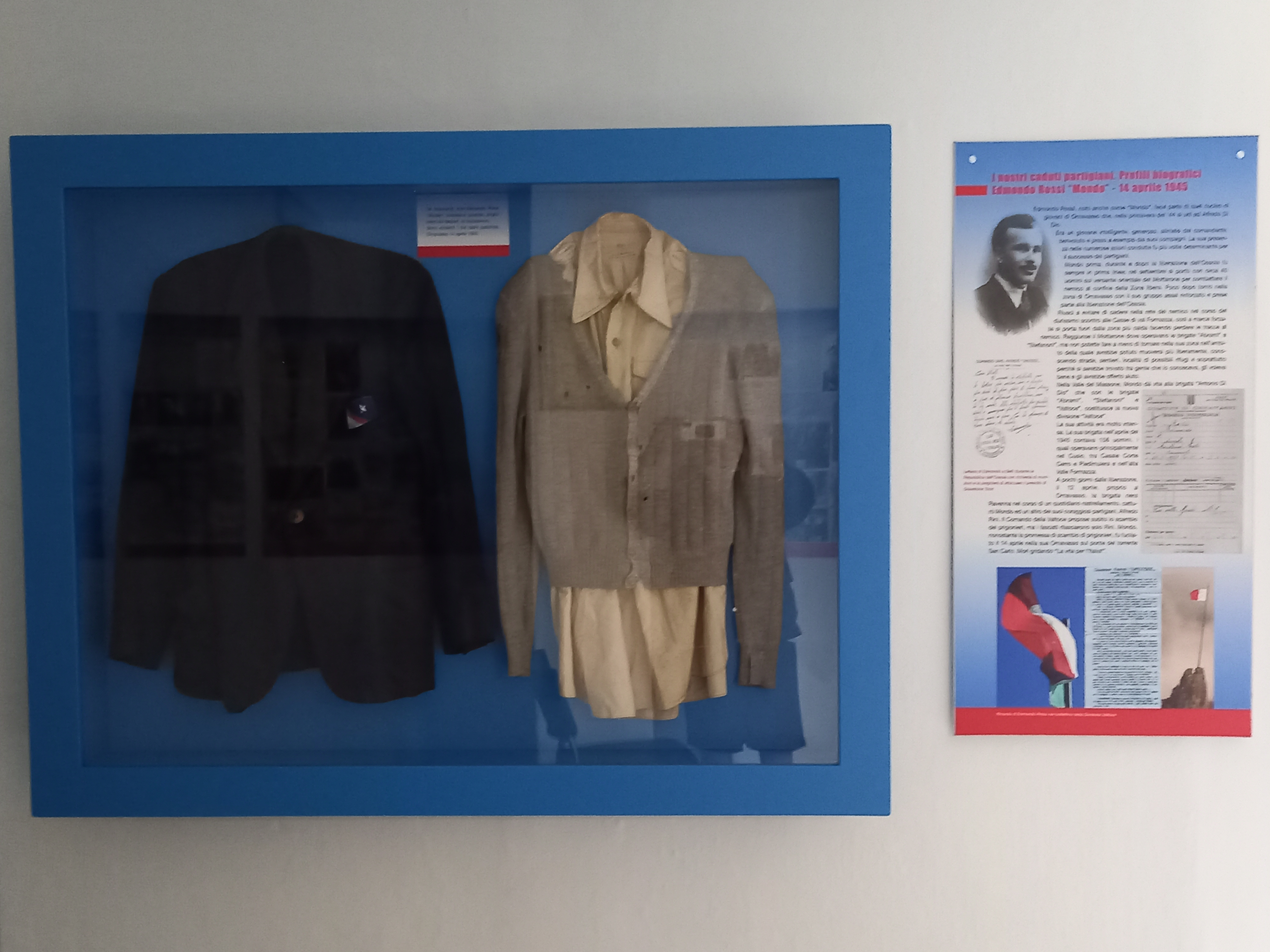
Museo della Resistenza Alfredo di Dio, pannello informativo

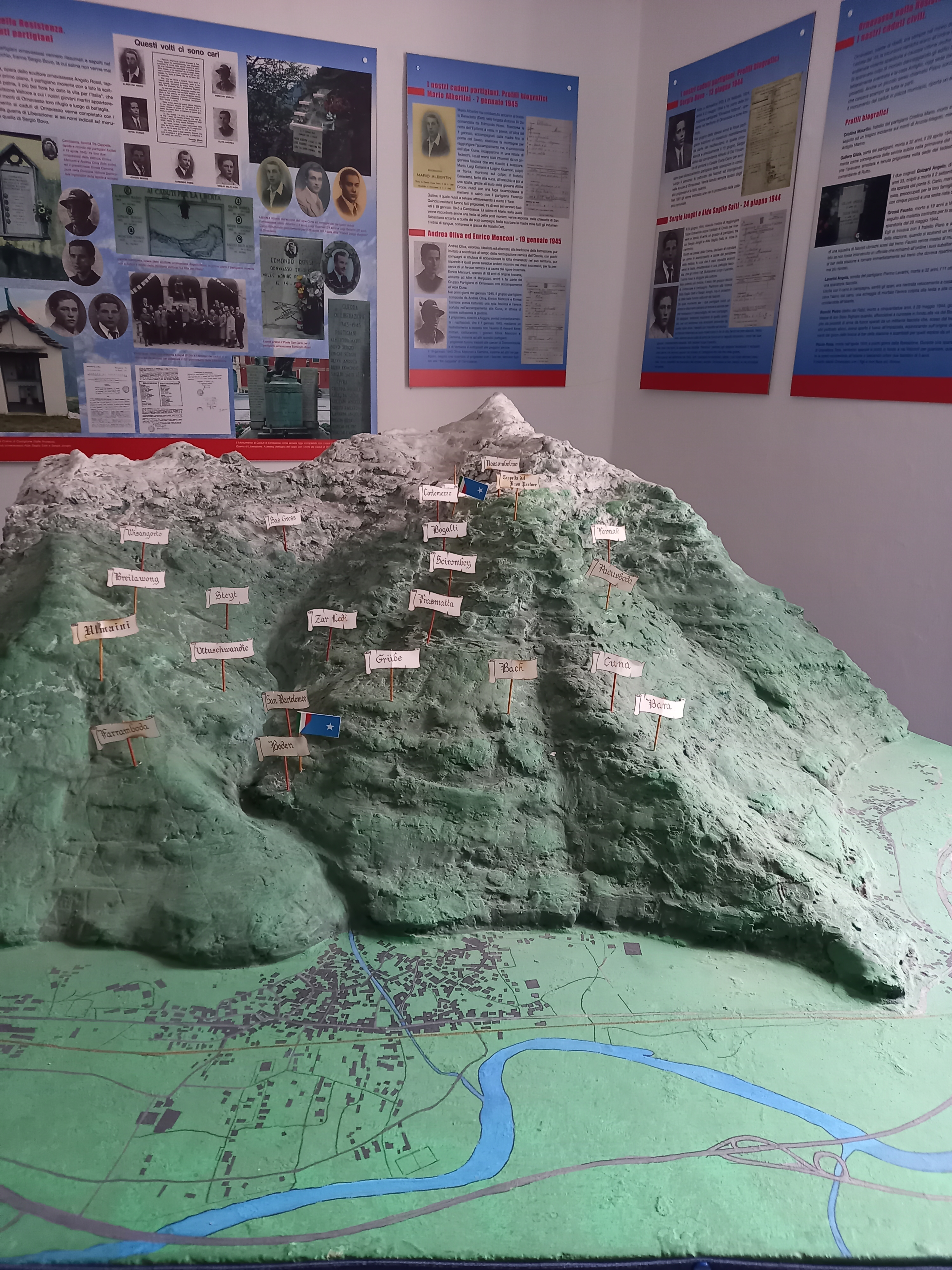
Museo della Resistenza Alfredo di Dio, sala espositiva

La Casa Museo Raggruppamento Divisioni Patrioti Alfredo di Dio è un museo situato a Ornavasso ed inaugurato il 4 settembre 1988 dai partigiani “azzurri” della Divisione Valtoce, denominati così per via del colore del fazzoletto che portavano al collo, comandata dal capitano Alfredo Di Dio, caduto nel 1944.

## Descrizione
L’edificio dove sorgono il museo e la biblioteca è stato acquistato grazie ai protagonisti della Resistenza, tra cui l’ultimo comandante del Raggruppamento Divisioni Patrioti “Alfredo Di Dio”, Eugenio Cefis. 
Con la nascita di questo museo i partigiani hanno scelto di tramandare le loro memorie e storie, tramite le loro testimonianze e l’ampio patrimonio letterario, fotografico e materiale. Il museo, oggigiorno, mantiene lo stesso fine di un tempo, ovvero la formazione e la sensibilizzazione storica verso le nuove generazioni, le quali, con le recenti innovazioni, possono osservare tutto il materiale esposto nel museo anche in versione digitale sul sito ufficiale.